# Crotalaria greenwayi
Crotalaria greenwayi är en ärtväxtart som beskrevs av Baker f.. Crotalaria greenwayi ingår i släktet sunnhampor, och familjen ärtväxter. Inga underarter finns listade i Catalogue of Life.